# グリムエコーズ
『グリムエコーズ』（Grimms Echoes）は、スクウェア・エニックスより配信されたスマートフォン用ゲームアプリ。2019年3月28日にサービスを開始し、2021年8月31日にオンラインサービスを終了した。基本プレイ無料（アイテム課金制）。略称は『グリエコ』。内容はソロプレイ専用RPG。
『グリムノーツ』に続く「童話RPGグリムシリーズ」の第2作である本作は、童話の世界を舞台とした広大な3Dフィールドを自由に動き回り、人々の話を聞き探索を進め、アイテム収集やバトルに挑みながら、ストーリーを進める仕組みがとられている。グリム童話やアンデルセン童話などに登場するキャラクター達を操作しながら、物語の登場人物の『罪』と『選択』をテーマに各メルヘンに存在するキャラクター達と向き合いながら、絶望に立ち向かう物語となっている。
ストーリーは二部構成となっており、第一部はキルケゴールとの決戦、第二部はアルビトロとの決戦までの物語が描かれている。
2021年8月31日をもってオンラインによるサービスを終了し、同日よりオフライン版へと移行した。オフライン版は召喚やショップより課金要素を廃した点以外は、サービス終了前と同様に物語を進行し戦闘・育成が可能な「エンディングのある完結したRPG」としてプレイが可能である。

## 登場人物

### 図書館に所属する人物
エル(主人公)
声 - 土岐隼一
ジブリールに導かれ、“図書館”へとやってきた少年。
ジブリール
声 - 斎藤千和
“図書館”の司書。幾多の物語、世界が蒐集された“図書館”の維持と物語の保全を使命としている。
シータ
声 - 東山奈央
“図書館”に古くからいる『空白の書』の持ち主。
その正体は、「シンデレラ」に登場する義姉の一人。
ウィズ
声 - 内田雄馬
“図書館”に導かれた青年。
スカーレット
声 - 千本木彩花
新たに“図書館”にやってきた『空白の書』の持ち主の少女。

### 過去に図書館に所属していた人物
マイア
かつての空白の書の持ち主。
リシュリュー
かつての空白の書の持ち主。
キルケゴール
声 - 竹内良太
物語の住民たちに絶望を自覚させ、物語を虚無へ導こうとしている男。その正体は図書館で反乱を起こした人物であり、マイアとは恋人同士だった。

### メルヘンのヒーローたち
白雪姫
声 - 花守ゆみり
毒林檎の王妃
声 - 種﨑敦美
ツヴェルク
声 - 田中貴子
ヘンゼル
声 - 花江夏樹
グレーテル
声 - 高野麻里佳
ファントム
声 - 間島淳司
漂流者の一人で、過去にキルケゴールとパンドラに助けられた。
クリスティーヌ
声 - 米山明日美
シンデレラ
声 - 関根明良
フェアリーゴッドマザー
声 - 加隈亜衣
赤ずきん
声 - 本渡楓
桃太郎
声 - 髙橋ミナミ
鬼姫
声 - 中島愛
ヨリンデ
声 - 河野ひより
ヨリンゲル
声 - 中島ヨシキ
アラジン
声 - 高梨謙吾
ゲルダ
声 - 岩井映美里
カイ
声 - 田村睦心
雪の女王(パンドラ)
声 - 石見舞菜香
キルケゴールの娘・パンドラを自称し、彼と行動を共にしていた。
アリス
声 - 鈴木みのり
「不思議の国のメルヘン」の住民で、20年前に自身から発現したボイドによって国を混乱に陥れてしまった結果、ハートの女王ら住民の大半が漂流者となった。
時計うさぎ
声 - 岡咲美保
帽子屋ハッタ
声 - 安田陸矢
チェシャ猫
声 - 二ノ宮愛子
アルマの使者。
ドロシー
声 - 諏訪彩花
「遥かなる願いのメルヘン」にてエルたちと出会ったヒーローで、マジックアイテム「銀の靴」によって他メルヘンから飛ばされる形で漂流者となった
マッチ売りの少女
声 - 久保田未夢
長靴を履いた猫
声 - 濱野大輝
泉の女神アルマ
声 - 中原麻衣
一周年邂逅イベント「女神の記憶」にて登場。エルたちは『金の斧と銀の斧』と推測していたが、ジブリールの管理分には該当する物語が存在しなかった。
その正体は図書館の意思であり、ジブリールの上位存在である。
オーロラ姫
声 - Lynn
アルマの使者。
一時期はリシュリューとして図書館の一員として活動していたが、空白の書を返却した後はオーロラ姫に戻り、棺の中で眠っていた。
ラプンツェル
声 - 井澤詩織
ラ・ベル
声 - 大西沙織
ラ・ベットと共に漂流者となり「迷える子どもたちのメルヘン」に流れ着いた。
ラ・ベット
声 - 安元洋貴
ラ・ベルと共に漂流者となり「迷える子どもたちのメルヘン」に流れ着いた。
かぐや姫
声 - 久保ユリカ
漂流者として「不思議の国」に流れ着いた。

### その他の登場人物
キング・フルモンティ
声 - 中島卓也
ナナシ
カカシのような姿をした漂流者で、エルたちにしか姿が見えない。メダルを食べることによって記憶を取り戻していく。
グリンダ
オズの南の国に住む善き魔女。
ハデス・グランディ
アルビトロ
声 - 斎賀みつき
もうひとりの泉の女神で、アルマと酷似した姿をしている。
アヴィド(断罪の鎌)
アルビトロの臣下。

## 用語解説
図書館
「メルヘンの書」を保管している。
英雄の本棚
メルヘンの書が蔵書された本棚。英唱石を使ってヒーローの魂を呼ぶことができる。
メルヘン
図書館に収められた世界。
空白の書
虚無の回廊に落ちた魂に図書館の司書より渡される一冊の本。
想像の栞
空白の書に挟む事によってヒーローを召喚することができる。
ロールシフト
ある役割を持ったメルヘンの住人の魂が、次の物語へと繰り返し繋ぐために別の役割へと移行する現象。
漂流者
本来居るべきメルヘンから別のメルヘンに流れ着いた者。
漂流者となる理由としては、本来のメルヘンが消滅する、物語にそぐわない選択をした魂が物語から弾き出されるなどさまざまである。
メダル
メルヘンの住人が漂流者となった際に散らばった記憶が形となったもの。
ヴィラン
虚無の回廊にたどりついた魂が怪物となったもの。本作のプロデューサーの石井諒太郎は「ボイドによって消滅させられたメルヘンの住人たちの亡霊である」と電撃オンラインとのインタビューの中で説明している。
ボイド
ボイドとは「生き方そのものに疑問を抱いたメルヘンの住民」が自らの絶望から生み出す存在。
ボイドは発現者そっくりの姿をしながら、心のうちに秘めた想いや願いを実行して行く。生み出した者は次第に存在が不安定になり、やがて消滅してしまう。発現者が消滅すると、ボイドもまた消滅するが、メルヘンそのものも消滅する。
なお、図書館そのものはボイドの発生に直接関係しているわけではないが、ロールシフト後の世界で別の問題が生じた際に新たなボイドが生まれてしまうという問題が繰り返されている。
イドラ
ボイドが発現者の希望と対峙し、不安定な存在となった存在。
虚無の回廊
メルヘンにおいて『罪』を犯す、すなわち自らすべてを投げ出した者がおとされる場所。

## メルヘンに関連する事柄

### 物語
迷える子どもたちのメルヘン
- ヘンゼルとグレーテル
- 大きなカブ
- 金の斧 銀の斧

北の都
- オペラ座の怪人

忘れられた流星のメルヘン
- シンデレラ
- マッチ売りの少女
- 長靴を履いた猫

交われぬ獣たちのメルヘン
- 赤ずきん
- 裸の王様
- 三匹の子豚
- ヨリンデとヨリンゲル

鬼ヶ島
- 桃太郎

遥かなる願いのメルヘン
- アラジンと魔法のランプ

雪と氷の国
- 雪の女王

永遠なる姫たちのメルヘン
- 白雪姫

不思議の国
- 不思議の国のアリス
- 竹取物語

偉大なるオズ
- オズの魔法使い

### ドロップするメダル
迷える子どもたちのメルヘン
- 失われた家路
- 愛と悔恨の軌跡
- 女神の記憶
- 行先無き漂流者
- 悪魔と花嫁

北の都
- 光と影の小夜曲
- 変転の萌芽

忘れられた流星のメルヘン
- 灰かぶりの罪
- 想の終着点
- 知恵者溺れし泉
- 女神の記憶
- 茫々たる記憶

交われぬ獣たちのメルヘン
- 狼たちの復讐
- 強者の過ち
- 女神の記憶
- 変転の萌芽

鬼ヶ島
- 朽ちた鬼の墓標

遥かなる願いのメルヘン
- 砂に呑まれた虚実
- 死神の呼び声

雪と氷の国
- 久遠の凍獄
- 脅威と希望

永遠なる姫たちのメルヘン
- ひび割れた追慕
- 白雪の資格

不思議の国
- 夢見の乙女
- 流浪の兎姫

偉大なるオズ
- 遠ざかる靴音

## ヴィラン関連

### ソウルボス
レムナント・ランバージャック

リベンジャー・ワイズマン

ミザリー・ダンサー

エンシェント・ガーディアン

グリーフィング・ドール

テンダー・クレリック

ハンガー・バンディット

ブリリアント・ロングテイル

グリーディー・タイラント

シャドウ・オブ・タイラント

アンフォーゲッタブルレディ

ヘンゼル・イドラ・リビルド

シンデレラ・イドラ・リビルド

赤ずきん・イドラ・リビルド

ランプの精・イドラ・リビルド

鬼姫・イドラ・リビルド

白雪姫・イドラ・リビルド

## 開発
前作『グリムノーツ』では、世界観や物語は好きだが、他プレイヤーとマルチプレイで遊ぶシステムが自分に合わないという意見が寄せられたため、本作では一人用のゲームとして作られた。同様の理由から、本作と『グリムノーツ』のターゲット層が分けられた。
プロデューサーの石井諒太郎は、電撃オンラインとのインタビューの中で、『グリムノーツ』のコンセプトを引き継ぎつつも、同作とは異なるメッセージを伝えるつもりだと説明している。シナリオ担当の大泉貴も、『グリムノーツ』では世界観の都合上キャラクター同士の関係性を深めることができなかったため、本作ではそれを実現したいと話している。
初期案では天文台を通じて様々な惑星を巡る設定だったが、石井から意見が寄せられ、最終的には図書館にある本を通じてその世界に入り込むという設定となった。

### シナリオ
本作ではフィールド移動などの動作が含まれているため、『グリムノーツ』よりもテキスト量を減らす必要があった。同様の理由から、シナリオ執筆に当たってはキャラクターの動きを念頭に置く必要があり、大泉は勉強になったとしつつも、無理にバトルを挟まなくてもドラマ性を見出せるようになるなど、わかりやすい点も見えてきたと話している。特に、NPCからのサブクエストでは、世界観やヒーローの背景も描けたため、メインストーリー以外の余白を広げられたと感じていると大泉は述べている。
第1部第1章では、この世界がループするものであることを示すため、『グリムノーツ』における『白雪姫』で描いた設定を、あえて『ヘンゼルとグレーテル』で取り上げた。また、正式版には、ベータテストの結末の後日談が用意された。
シナリオにおいては、初めて扱う題材もあれば、前作でも扱われた題材を別の視点から取り上げらることもあった。
たとえば、第1部第5章は、異種族間の和睦が題材となっている。石井はこの章が開発スタッフ間で意見が分かれたと話しており、大泉の要望により恋愛物語となった。加えて、メインキャラクターのイラスト担当の穂里みきねによると、大泉の恋愛観が他人と違っていたとされており、石井もいかにして恋愛感情の起伏がプレイヤーに伝わりやすくなるか話し合いを重ねたとインタビューの中で振り返っている。
また、第1部第6章には白雪姫と継母という『グリムノーツ』でも扱ったモチーフが採用されたが、七人の小人に相当するツヴェルクが年を取らない子供として描かれ、永遠の子どもであるツヴェルクと、成長して子どもではなくなったエル（主人公）という『グリムノーツ』とは異なる物語が展開された。
第1部第7章は最初からアリスを扱うことが決まっており、第6章の「大人になることへの絶望」と対比したテーマが採用された。

### キャラクター設定
早い段階で設定が固まったのは、主人公のエルとジブリールである。
前者は無垢で幼い男の子として設定されており、物語の視点キャラクターとして設定された。また、『グリムノーツ』のコンセプトである「『何者でもない』という存在が『何者か』に変化する」を継承する形で、デザイナーの穂里みきねにはあえて特徴のないデザインにするよう発注していたため、穂里は「正体を伏せつつも、デザインでほのめかすのは大変だった」とAppBankとのインタビューの中で振り返っている。
ジブリールは図書館や童話の管理者として誕生しており、エルの上司という位置づけにある。
ジブリールは童話の主人公とは異なる立ち位置の人物ということから、自分にはない発想が求められるということで、山×2という旧知のデザイナーに発注したと穂里は説明している。
シータは、もとになった人物が主要人物ではなくその関係者という、パブリックイメージが少ない立ち位置だったため、最終的にアニメ版『グリムノーツ』に登場したとあるキャラクターのカラーリングをシータのラフに合わせる形でイメージを形成してからデザインを作りこむ手法がとられた。
また、デザインには原典となる『シンデレラ』をモチーフとした装飾が取り入れられており、穂里は「どこまでモチーフを入れるのかが難しかったのですが、その物語の主役に近いようで、そうではないポジションとして、うまくデザインできたかなと思います。」とインタビューの中で話している。
主人公らと敵対するキルケゴールは『死に至る病』という哲学書の著者セーレン・キェルケゴールからとられており、彼の行動原理も同書に由来する。
また、パンドラはギリシャ神話の登場人物パンドーラーからとられているが、主人公たちとキルケゴールをつなげる重要人物として位置づけられている。
パンドラのデザイナーはジブリールと同じ山×2であり、ヒロインらしくしてほしいと発注したと大泉は述べている。『グリムノーツ』と同様に主要キャラクターのカラリングは赤、青、緑、オレンジで設定されていることから、大泉はそれ以外の色で選ぶよう山×2に発注したところ、無垢なイメージの白を使いたいという要望が寄せられ、最終的にはシンプルなデザインとなった。
敵キャラクターであるボイドのデザインについて、石井は感情の落とし込みなどの観点から、単なる怪物にならないようにするのが大変だったと振り返っており、穂里も「カオステラーと違って元ヒーローとはまったく違うモンスターに近いデザインであることが多いのですが、それでも元ヒーローだとわかるようにバックグラウンド設定をデザインに落とし込む必要がありますからね。」と補足している。
また、穂里は雑魚敵のヴィランのデザインも手掛けており、3D化されたことで『グリムノーツ』ではできなかった動きを取り入れることができたと話している。